# Chi-Chi's

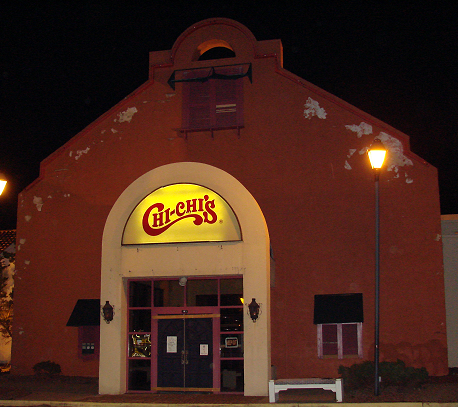
Un ristorante della catena

Chi-Chi's è una catena di ristoranti di cucina messicana operante in Belgio, Lussemburgo, Emirati Arabi Uniti e Kuwait di proprietà di Tumbleweed, Inc.. La catena operò anche negli Stati Uniti e in Canada ma è uscita da questi mercati nel 2004. Attualmente Chi-Chi's è anche un marchio a tema di drogheria (successivamente acquisito da Hormel).

## Storia
Chi-Chi's è stata fondata nel 1975 a Richfield, nel Minnesota, in un sobborgo di Minneapolis, dal ristoratore Marno McDermott (il soprannome di sua moglie era "Chi Chi") e dall'ex giocatore dei Green Bay Packers Max McGee. MacDermott aveva precedentemente fondato la catena messicana di fast food Zapata, che in seguito divenne Zantigo. Dal 1977 al 1986, la catena fu gestita dall'ex dirigente della catena KFC Dula Brown. Quando Dula assunse il comando, la catena spostò il suo quartier generale nella sua città natale di Louisville. Nel marzo 1995, la catena era cresciuta fino a 210 località.